# Маркт-Берольцгайм
Маркт-Берольцгайм (нім. Markt Berolzheim) — громада в Німеччині, розташована в землі Баварія. Підпорядковується адміністративному округу Середня Франконія. Входить до складу району Вайсенбург-Гунценгаузен. Складова частина об'єднання громад Альтмюльталь.
Площа — 14,52 км2. Населення становить 1288 ос. (станом на 31 грудня 2020).

## Галерея

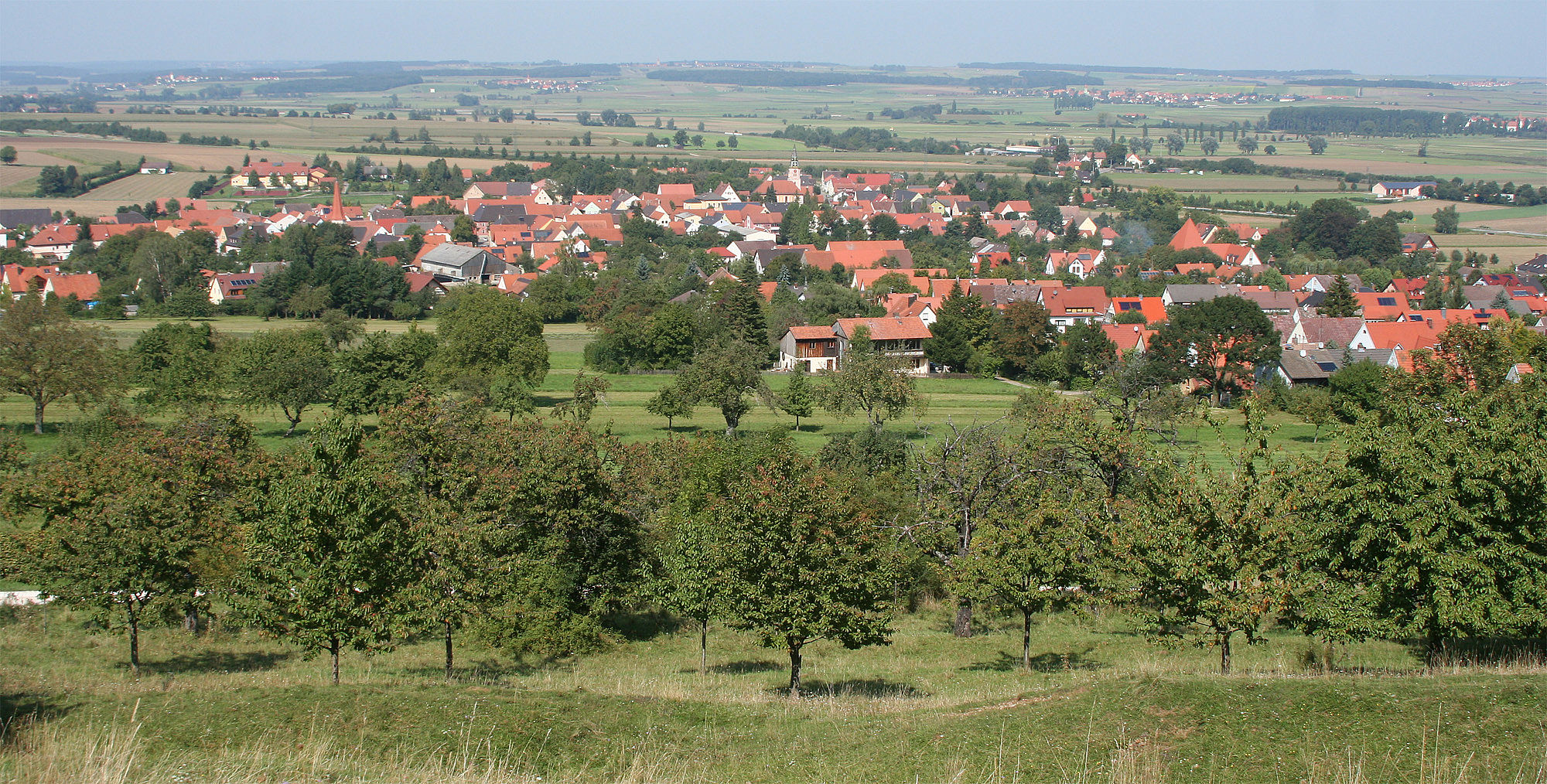
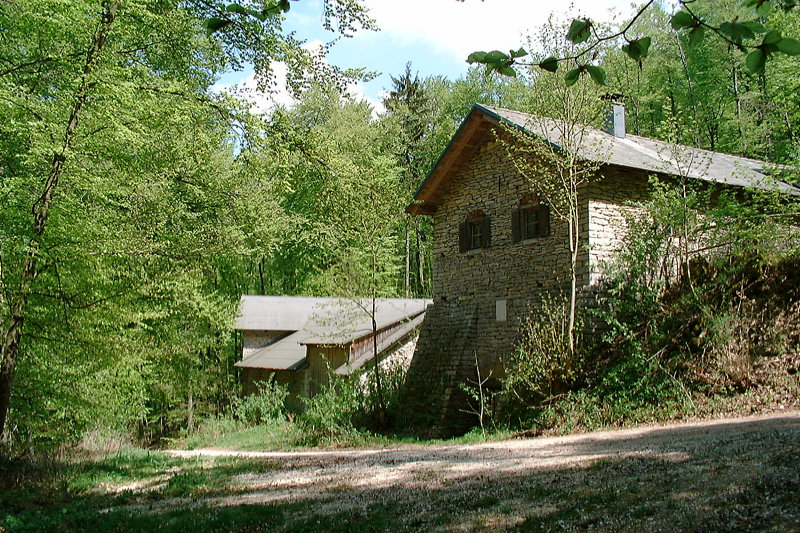
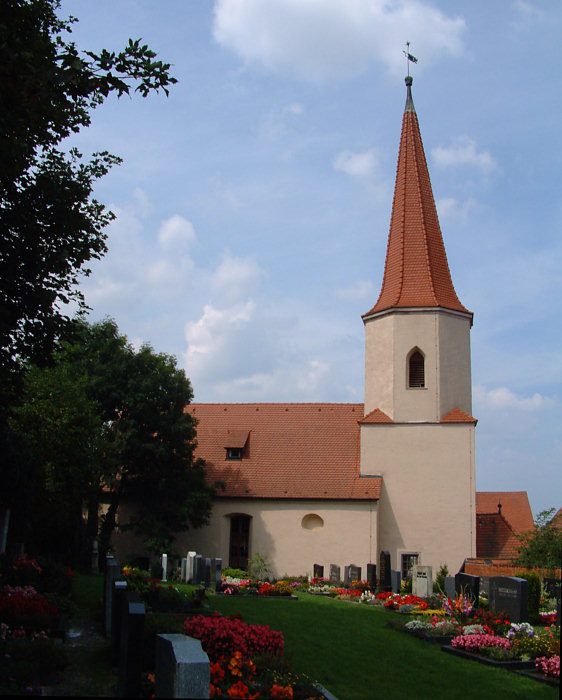
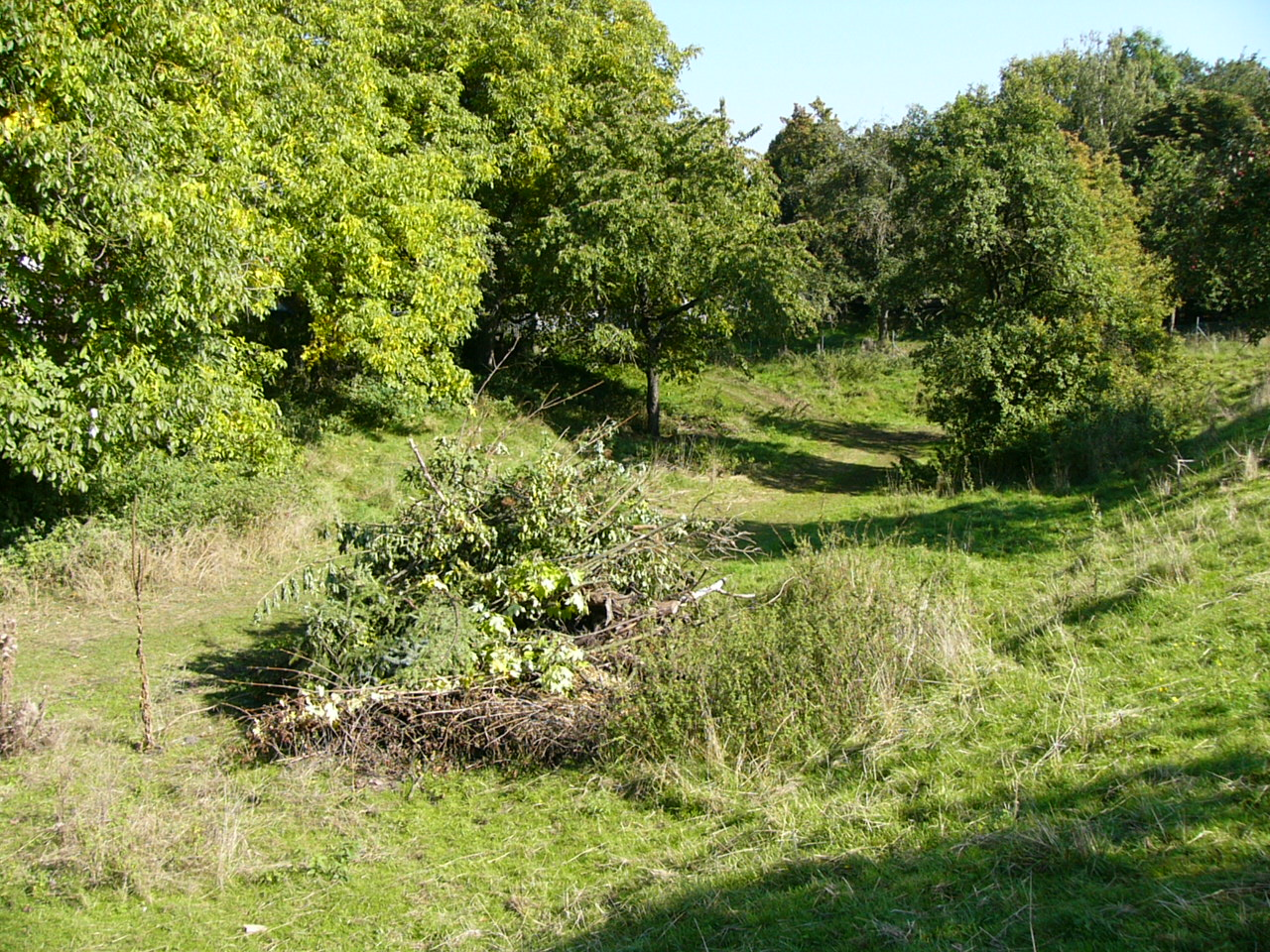